# 岡山情報ハイウェイ
岡山情報ハイウェイ（おかやまじょうほうハイウェイ、略称okix、Okayama Internet eXchange）は、岡山県企画振興部情報政策課によって運営されている地域インターネットエクスチェンジ（IX）。

## 概要
岡山情報ハイウェイは、日本の学術ネットワークと商用インターネットサービスプロバイダ（ISP）などを繋ぐ、相互接続の問題を研究するためのプロジェクト「岡山情報ハイウェイモデル実験」として1996年に発足し、その実用化実験の接続点として構築された。実証的な研究を行うため、実際にネットワークを相互に接続するためのポイントを用意し、このポイントを用いて研究を行うことにした。同時に、情報格差対策として、過疎地域を含めた県内全域にブロードバンドインターネット接続網の整備を行うための基盤整備としても位置づけられている。
実験期間中は岡山高度情報化実験推進協議会が運営していた。
その後、1998年の実験期間終了と岡山高度情報化実験推進協議会の解散により、岡山県が「岡山情報ハイウェイ」の運営を引き継ぐ。
2004年3月にIPv6を導入した。
2007年9月18日に鳥取県による県営の地域IXである鳥取情報ハイウェイとの相互接続を開始した。

## 歴史
- 1996年 岡山高度情報化実験推進協議会が「岡山情報ハイウェイモデル実験」を発足。
- 1998年 実験期間終了と岡山高度情報化実験推進協議会の解散により、岡山県が「岡山情報ハイウェイ」の運営を引き継ぐ。
- 2004年3月 IPv6を導入した。
- 2007年9月18日 鳥取情報ハイウェイとの相互接続を開始。岡山情報ハイウェイ津山POP（岡山県津山市） - 鳥取情報ハイウェイ智頭POP（鳥取県智頭町）間は国土交通省が河川・道路管理用に整備（国道53号沿いに敷設）した光ケーブル網を賃借利用。

## 主な接続団体

### 自治体
岡山県内のすべての自治体が岡山情報ハイウェイに接続している。

### インターネットサービスプロバイダ
- 株式会社インターネットイニシアティブ（IIJ）
- ソフトバンクテレコム株式会社（ODN・SpinNet）
- ニフティ株式会社（@nifty）
- エヌ・ティ・ティ・コミュニケーションズ株式会社（OCN）
- KDDI株式会社（au one net）
- 株式会社エヌディエス（TikiTikiインターネット）
- アルテリア・ネットワークス株式会社（旧GAL、丸紅アクセスソリューションズ）
- 株式会社エネルギア・コミュニケーションズ（CCCN・MEGA EGG・アーバンインターネット・do!up）
- 株式会社シックス（晴れの国ネット）
- 有限会社シャイン・オン（ShineNeT）
- 株式会社NTT西日本-東中国（MEON）
- 株式会社Relation（REL NET）
- アイシティ（ICITY）
- 株式会社ハイホー（hi-ho）

### ケーブルテレビ
区域外再放送やエリア内IXへの活用を行っている。
- 岡山ネットワーク株式会社（Oniビジョン）
- 株式会社倉敷ケーブルテレビ（KCT）
- テレビ津山株式会社（TVT）
- 笠岡放送株式会社
- 井原放送株式会社（ICV）
- 玉島テレビ放送株式会社
- 高梁市成羽有線テレビジョン（なりわビジョン、NCT）
- 鏡野町有線テレビ
- 株式会社吉備ケーブルテレビ（KBC）

## 接続場所

### NOC（ネットワーク管理センタ）
- NOC（ネットワーク管理センタ）
  - 岡山県岡山市北区大内田675番地（テレポート岡山（コンベックス岡山東隣））

### POP（接続拠点）
- 県庁POP
  - 岡山県岡山市北区内山下二丁目4番6号（岡山県庁）
- 今村POP
  - 岡山県岡山市北区今五丁目5番2号（NTT西日本岡山今村ビル）
- リサーチパークPOP
  - 岡山県岡山市北区芳賀5301番地（岡山県工業技術センター）
- 建部POP
  - 岡山県岡山市北区建部町福渡830番地1（NTT西日本福渡ビル）
- 東備POP
  - 岡山県和気郡和気町和気487番地2（岡山県備前県民局東備地域事務所第1庁舎）
- 倉敷POP
  - 岡山県倉敷市羽島1083番地（岡山県備中県民局）
- 総社POP
  - 岡山県総社市窪木111番地（岡山県立大学）
- 井笠POP
  - 岡山県笠岡市六番町2番5号（岡山県備中県民局井笠地域事務所）
- 高梁POP
  - 岡山県高梁市落合町近似286番地1（岡山県備中県民局高梁地域事務所）
- 阿新POP
  - 岡山県新見市高尾2400番地（岡山県備中県民局新見地域事務所）
- 津山POP
  - 岡山県津山市山下53番地（岡山県美作県民局）
- 勝英POP
  - 岡山県美作市入田291番地2（岡山県美作県民局勝英地域事務所）
- 真庭POP
  - 岡山県真庭市勝山591番地（岡山県美作県民局真庭地域事務所）